# Universitat Aydın d'Istanbul
La Universitat Aydın d'Istanbul és una universitat privada fundada el 18 de maig de 2007 a Istanbul, Turquia per extensió del seu predecessor, l'escola professional d'Anadolu BIL que existia des del 26 de setembre de 2003.

## Facultats
La universitat consta de deu facultats.
- Facultat d'Art i Ciències
- Facultat de Comunicacions
- Facultat d'Odontologia
- Facultat de Ciències Econòmiques i Administratives
- Facultat d'Educació
- Facultat d'Enginyeria - Arquitectura
- Facultat de Belles Arts
- Facultat de Dret
- Facultat de Medicina